# Vittorio Vaser
Vittorio Vaser (Torino, 12 giugno 1904 – Roma, 30 ottobre 1963) è stato un attore italiano.

## Biografia
Figlio dell'attore Ernesto, di formazione liceale, studiò recitazione e diverse lingue straniere. Debuttò come attore al teatro, e recitò presso le più importanti compagnie teatrali, divenendo anche capocomico e coreografo.
Nel 1926 esordì nel cinema muto con il film La donna carnefice nel paese dell'oro, ma il film che gli fece guadagnare maggiore notorietà fu girato nel 1929 dal titolo Sole.
La sua carriera cinematografica proseguì anche nel cinema sonoro, interpretando ruoli significativi, non da protagonista, e utilizzato come attore "di carattere", inoltre continuò anche a fare l'attore teatrale, interpretando alcune commedie come È bello qualche volta andare a piedi di Galdieri e Dietro quel palazzo di Campanile.

## Filmografia
- La donna carnefice nel paese dell'oro, regia di Mario Guaita-Ausonia e Luigi Fiorio (1926)
- Sole, regia di Alessandro Blasetti (1929)
- Il caso Haller, regia di Alessandro Blasetti (1933)
- Don Bosco, regia di Goffredo Alessandrini (1935)
- Aldebaran, regia di Alessandro Blasetti (1935)
- Scipione l'africano, regia di Carmine Gallone (1937)
- Stasera alle undici, regia di Oreste Biancoli (1937)
- Duetto vagabondo, regia di Guglielmo Giannini (1938)
- Il pirata sono io!, regia di Mario Mattoli (1940)
- Il vagabondo, regia di Carlo Borghesio (1941)
- Il campione, regia di Carlo Borghesio (1943)
- Altri tempi, regia di Alessandro Blasetti (1952)
- La Gioconda, regia di Giacinto Solito (1953)
- Rigoletto e la sua tragedia, regia di Flavio Calzavara (1954)
- Graziella, regia di Giorgio Bianchi (1954)
- Acque amare, regia di Sergio Corbucci (1954)
- Donne sole, regia di Vittorio Sala (1955)
- Giuramento d'amore, regia di Roberto Bianchi Montero (1955)
- Beatrice Cenci, regia di Riccardo Freda (1956)
- Le olimpiadi dei mariti, regia di Giorgio Bianchi (1960)
- Chi si ferma è perduto, regia di Sergio Corbucci (1960)
- Teseo contro il minotauro, regia di Silvio Amadio (1960)
- Rosmunda e Alboino, regia di Carlo Campogalliani (1961)
- Un alibi per morire, regia di Roberto Bianchi Montero e Piero Costa (1962)